# Aaron (The Walking Dead)
Pour les articles homonymes, voir Aaron.
 (janvier 2019).
Si vous disposez d'ouvrages ou d'articles de référence ou si vous connaissez des sites web de qualité traitant du thème abordé ici, merci de compléter l'article en donnant les références utiles à sa vérifiabilité et en les liant à la section « Notes et références ».
 (juillet 2025).
Motif : article sans sources secondaires indépendantes pérennes et de qualité depuis 2019. travail inédit
- Archive Wikiwix
- Bing
- Cairn
- DuckDuckGo
- E. Universalis
- Gallica
- Google
- G. Books
- G. News
- G. Scholar
- Persée
- Qwant
- (zh) Baidu
- (ru) Yandex
- (wd) trouver des œuvres sur Wikidata

| 1. | Préciser le motif de la pose du bandeau. | Précisez le motif de la pose du bandeau en utilisant la syntaxe suivante : {{admissibilité à vérifier\|date=juillet 2025\|motif=remplacez ce texte par le motif}}                             |
| 2. | Informer les utilisateurs concernés.     | Pensez à avertir le créateur de l'article, par exemple, en insérant le code ci-dessous sur sa page de discussion : {{subst:avertissement admissibilité à vérifier\|Aaron (The Walking Dead)}} |

Aaron est un des personnages de la série télévisée The Walking Dead. Il est interprété par Ross Marquand et doublé en version française par Thibaud Lacour.

## Biographie fictive

### Saison 5
Aaron est un membre recruteur de la communauté de la zone de sûreté d'Alexandria, le premier à être introduit dans l'histoire. Il apparaît de prime abord comme bienveillant et volontaire.
Aaron apparaît pour la première fois au cours de la cinquième saison en venant au lever à la rencontre de Sasha et Maggie, à proximité de la grange de fortune de leur groupe, semblant sortir de nulle part pour demander explicitement à parler à leur chef Rick. Malgré la méfiance légitime de ce dernier après toutes les épreuves traversées (et renforcée quand Aaron avouera les avoir observés de loin depuis un long moment), il réussit après plusieurs tentatives et une apparente bonne volonté (annonçant être celui qui leur a laissé à disposition les bouteilles d'eau trouvées précédemment sur la route avec un mot, puis offrant de la compote à Judith pour faire taire ses pleurs durant sa captivité avec Rick), à convaincre le groupe de le suivre jusqu'à Alexandria. Après une séparation en deux groupes et des embûches nocturnes avec une horde de rôdeurs, où Aaron paniquera brièvement mais sera tiré d'affaire par Glenn, Rick et Michonne, il retrouve en leur compagnie son conjoint Eric, blessé à la cheville mais sauvé par l'autre groupe puis soigné par Maggie, qui l'accompagnait pour recruter d'autres survivants. En plaisantant avec lui sur le fait d'avoir perdu la voiture quand Eric lui fait un cadeau, il est révélé qu'Aaron collectionnait des plaques d'immatriculation.
Durant l'intégration progressive du groupe à sa communauté, il suit Daryl (qui contrairement aux autres, reste en retrait et plus souvent qu'eux à l'extérieur) durant une chasse et lui propose dans une tentative de sympathiser, de l'aider à récupérer un cheval errant qu'il connaît bien. Mais avant qu'ils n'aient pu réussir à le récupérer, les rôdeurs commencent à dévorer le cheval, et Daryl l'achève avec les morts devant un Aaron dévasté. Le soir même, voyant sans surprise que Daryl rechigne à se rendre à la fête d'accueil, il décide de l'inviter à manger chez eux pour lui proposer d’être un nouveau recruteur d'Alexandria à la place d'Eric, comprenant son désir d'une certaine solitude, ses talents de pisteur, ainsi que son expérience de survivant sachant cerner et faire le tri parmi les inconnus, et craignant également pour la vie de son aimé qui n'a pas ses aptitudes. C'est lui qui lui offrira sa nouvelle moto à bricoler.
Dans l'épisode 15, Daryl et lui découvrent une rôdeuse récemment ligotée à un arbre et dévorée de l'intérieur, marquée d'un « W » sur le front. Par la suite, ils suivent la piste d'un survivant habillé d'un coupe-vent rouge et finissent devant un entrepôt qui est en fait un repère des Wolves. En ouvrant des remorques reliées par un piège, ils se retrouvent vite encerclés par une centaine de rôdeurs et piégés dans une voiture avec un message d'avertissement de leur prédécesseur sur la menace certaine s'ils restent sur place. Après un désaccord sur la marche à suivre (se refusant mutuellement d'abandonner l'autre), ils prennent leur courage à deux mains et décident d'affronter ensemble les rôdeurs. Ils s'en sortent cependant grâce à l'aide de Morgan Jones, qui passait par là et est ironiquement à la recherche de Rick.
Ils regagnent tous les trois Alexandria, et rejoignent le groupe au moment précis où Rick abat Pete Anderson à la demande de Deanna Monroe (la dirigeante d'Alexandria) pour le meurtre de son époux Reg.

### Saison 6
Lors de l'attaque des Wolves à Alexandria, Rosita et Aaron font équipe pour les tuer. Après la fuite des assaillants, il découvre sa sacoche contenant les photos de la communauté (qu'il avait malencontreusement perdue au repère des Wolves) et comprend qu'il est en partie responsable de leur venue. Se sentant coupable, il avoue à tout le monde sa responsabilité indirecte des morts qu'il y a eu à Alexandria à la suite de cet assaut.
Tandis que leur communauté est assiégée de toute part par les rôdeurs, Aaron aide spontanément Maggie (qui croit en la survie de Glenn et veut aller le retrouver) à chercher une sortie sécurisée en passant par les égouts : mais après une péripétie avec un rôdeur embourbé puis constatant que la grille accédant directement à l'extérieur est bloquée par la horde, et malgré la proposition d'Aaron de rechercher une sortie plus sûre, Maggie renoncera finalement à aller plus loin, lui révélant qu'elle est enceinte.
Lors de l'invasion des rôdeurs à Alexandria, Aaron se réfugie à l'infirmerie avec Heath et Spencer puis, après avoir assisté Denise avec les autres et Michonne pour soigner la blessure de Carl, décide avec eux d'aller aider Rick repoussant seul les rôdeurs à l'extérieur, rejoints au fur et à mesure par les autres survivants (dont Eric) : ils reprennent la zone de sûreté en éliminant la horde durant la nuit. Au matin, tandis que Rick est au chevet de Carl pendant que Maggie et Glenn patientent à côté et que Denise soigne la blessure de Daryl (antérieure à son retour avec Abraham et Sasha), Aaron patiente à l'extérieur de l'infirmerie avec Eric et leurs proches.
Quand Rick, devenu le dirigeant à la suite du décès de Deanna durant l'invasion, parle du combat contre les Sauveurs à l'église, Aaron se porte volontaire pour aider son groupe à les combattre : il fera de nouveau équipe avec Rosita en ce sens.
Dans l'épisode final Dernier jour sur Terre, Aaron est le seul Alexandrien extérieur au groupe de Rick à être présent le soir de leur asservissement par les Sauveurs : il accompagne Maggie, affaiblie et malade, en direction de la Colline et tombe finalement dans le guet-apens des Sauveurs avec celle-ci, Rick, Carl, Abraham et Sasha. Rejoints par Eugene puis Daryl, Rosita, Michonne et Glenn, le groupe attend à genoux la sentence de Negan. Après des présentations sous haute tension, Negan fait son choix et sa batte « Lucille » s'abat sur l'un d'eux…

### Saison 7
Aaron assiste impuissant aux exécutions d'Abraham et Glenn des mains de Negan. Après son départ et celui de ses hommes, il aidera le groupe à porter leurs corps.
Lorsque les Sauveurs viennent à Alexandria pour confisquer toutes leurs armes, ils constatent (grâce au registre tenu par Olivia dont c'est le rôle) de l'absence de deux pistolets : les Alexandriens soumis à un ultimatum, Olivia est menacée d'être tuée si les armes manquantes ne sont pas rapportées au plus vite à Negan. Rick les retrouve toutefois à temps (subtilisées et cachées par Spencer Monroe, le fils cadet de Deanna) grâce à l'aide de Gabriel et d'Aaron.
Durant la visite surprise de Negan à Alexandria pour raccompagner Carl après son assaut en solitaire raté contre le Sanctuaire, Aaron est volontaire pour partir en mission avec Rick à l'extérieur afin de chercher de la nourriture à livrer en paiement aux Sauveurs. Après avoir risqué sa vie en rejoignant un bateau abandonné au milieu d'un lac rempli de rôdeurs, Rick et lui récupèrent une réserve de cartons pleins entassés par un ancien survivant. Pendant qu'ils les chargent dans leur camion, Aaron fait part de ses impressions sollicitées par Rick sur la situation, ne le blâmant pas de leur sort et se faisant lui aussi un devoir primordial de faire ce qui est nécessaire pour le bien de leur communauté. Lors de leur retour à Alexandria, les Sauveurs fouillent leur livraison et trouvent une lettre de menace déjà présente auparavant dans les cartons, créant un quiproquo. Aaron sera passé à tabac par deux d'entre eux en représailles, persuadant lui-même Rick de ne pas intervenir pour éviter d'envenimer les choses. Soutenu par lui et alertés par le coup de feu de Rosita, ils rejoignent les leurs et Negan juste après l'exécution punitive d'Olivia : Eric se rue pour soutenir son compagnon en voyant l'état dans lequel il se trouve.
Aaron se porte à nouveau volontaire pour accompagner Rick, Michonne, Rosita et Tara à la recherche du père Gabriel, qui avait apparemment fui Alexandria avec leurs vivres le soir du départ du groupe de Rick pour la Colline. Ils feront la rencontre des Scavengers, qui détiennent Gabriel : au bout du compte, le groupe d'Aaron récupère le prêtre et conclut grâce à Rick une alliance profitable pour les deux groupes.
Plus tard, Eric et lui prennent part à la mission pour récupérer les armes de la communauté d'Oceanside et se préparer à combattre les Sauveurs.
Dans l'épisode final de la saison, Aaron défend avec les siens secourus par des survivants du Royaume et de la Colline, sa communauté de l'attaque des Sauveurs aidés des Scavengers de Jadis (jouant en réalité un double jeu opportuniste), et y survit.

### Saison 8
Aaron fait partie avec son compagnon de l'armée de Rick, Maggie et Ezekiel qui participe à l'assaut du Sanctuaire. Il dirige par la suite une force de frappe pour attaquer un avant-poste des Sauveurs.
Après avoir laissé à contrecœur Eric, blessé à l'abdomen durant l'assaut, au pied d'un arbre pour finir ce qu'ils ont commencé, il rejoint son compagnon à la fin mais constate sa mort, et Aaron, en pleurs et retenu par Scott, voit son corps changé en rôdeur s'en aller au loin. Par besoin de respecter ce qu'il avait convenu avec son défunt conjoint, il part avec insistance rejoindre la Colline pour tenir Maggie informée de la situation, emmenant avec lui le bébé prénommé Gracie que Rick a récupéré dans les locaux du bâtiment.
Sur un coup de tête, Aaron part de la Colline avec Enid vers Oceanside pour solliciter leur aide dans la bataille. Malheureusement, les choses tournent mal quand, dans la méprise, Enid abat Natania qui tenait Aaron en respect avec son arme et le menaçait. Ils sont de suite rejoints et capturés par les femmes d'Oceanside.
Finalement, ils sont épargnés grâce à Enid qui convainc Cyndie de ne pas envenimer les choses pour sa communauté : ils sont raccompagnés à l'extérieur de leur territoire et interdits définitivement de revenir, sous peine de mort. Cependant, Aaron refuse d'abandonner son projet et renvoie Enid seule à la Colline, restant sur place.
Improvisant un campement de fortune dans la forêt et snobé par les femmes d'Oceanside durant leurs patrouilles, il s’affaiblit progressivement par l'absence de vivres et les attaques incessantes des rôdeurs qui croisent son chemin. À bout de forces après une énième attaque durant une averse et surplombé par Cyndie et ses comparses, étendu dans la boue Aaron leur fait remarquer avec l'énergie du désespoir tout le mal que leur ont fait les Sauveurs au point de les changer en profondeur, puis il s'évanouit.
Aaron réussit grâce à cela à rallier Oceanside à leur cause : durant l'affrontement final contre Negan, il réapparaît avec elles au moment opportun pour massacrer à coup de cocktails Molotov les Sauveurs poursuivant les survivants restés à la Colline, qui fuyaient en compagnie d'Enid pour se réfugier dans les bois, et sauvent par là même Tara, Alden et les autres Sauveurs dissidents, restés en arrière (mais désarmés) pour les retenir.

### Saison 9
Un an et demi après les conflits, Aaron (qui s'est laissé pousser la barbe) révèle dans une conversation anodine qu'il a adopté Gracie et s’occupe d'elle.
Il participe avec sa communauté et les autres à la construction du pont amorcée par Rick. Au camp installé à proximité du chantier, des tensions naissent avec les Sauveurs, totalement dépendants des autres depuis la chute de Negan et qui accumulent les dissidences, accrochages et incidents. Aaron est victime de l'un d'entre eux lorsque, manœuvrant avec Jed et un autre Sauveur pour récupérer une poutre massive sur un tas, des rôdeurs apparaissent par surprise alors que Justin (un autre Sauveur perturbateur) était à ce moment chargé de prévenir leur arrivée par radiocommunication. En les voyant, Jed et son comparse (qui retenaient la poutre avec une corde) décident de fuir et lâchent tout sans se soucier d'Aaron, qui la reçoit sur son bras gauche et se retrouve coincé, à la merci des rôdeurs : il est néanmoins sauvé par Daryl et ses amis, qui arrivent sur place pour l'extirper tandis que d'autres s'occupent de retenir l'avancée des morts-vivants sur lui. Il perd cependant son bras, Enid (qui est formée sur le tas par Siddiq et sert de médecin au camp durant son absence) étant obligée de l'amputer à vif avec l'aide de Daryl. Cet incident (qui envenime gravement les tensions) met en colère l'ami d'Aaron, en désaccord avec les obsessions de Rick et qui s'était déjà accroché avec Justin à cause de son attitude : il ne croit pas en l'excuse de celui-ci pour n'avoir pas accompli son rôle de sentinelle et le tabasse à la vue de tous, mais se fait de nouveau arrêter dans son élan. Daryl est resté au chevet d'Aaron lorsque Rick, mis au courant de la situation, vient le voir pour s'excuser entre quatre yeux de ce qui lui est arrivé. Aaron ne blâme toutefois pas Rick et le conforte dans son point de vue pour l'unification de tout le monde et l'idée de poursuivre la construction, croyant en ses idées. Il est rapatrié à Alexandria une fois son état stabilisé, et n'assiste donc pas personnellement aux événements postérieurs qui amèneront à l'implosion des membres du camp de construction.
Six ans après la destruction du pont et la mort présumée de Rick Grimes, Aaron réapparait en pleine forêt en compagnie de Rosita, Eugene et Laura (anciennement Sauveur) tandis qu'ils appellent après Judith (qui s'était brièvement éloignée afin de secourir le groupe de Magna, encerclé par des rôdeurs, et les ramener auprès d'eux) : son bras disparu a été remplacé par une prothèse-gantelet et, à cause de tout ce qu'ils ont enduré, il est devenu beaucoup plus prudent et moins enclin qu'avant à aider spontanément des étrangers, refusant selon leurs nouvelles règles d'emmener le groupe mal en point à Alexandria en dépit du fait que ces nouvelles têtes apparaissent comme inoffensives et bienveillantes. Ses semblables et lui cèdent toutefois face à l'entêtement de la petite Judith, qui refuse de les abandonner et menace de rester sur place avec eux. De retour à la communauté après les avoir cagoulés sur le trajet par sécurité, Aaron est accueilli à son arrivée par les cris de sa fille Gracie, qui jouait dans un parc pour enfants aménagé et fonce vers lui en le voyant : mais piqué par l'angoisse, Aaron l'arrête d'un geste et lui enjoint de ne pas s'approcher d'eux pour écarter tout danger. Alors qu'ils discutent de la marche à suivre pour ce nouveau groupe au retour de Michonne, on apprend qu'en certaines circonstances particulières ils soumettent une décision au vote d'un conseil (dont Aaron fait partie avec, entre autres, le père Gabriel, Michonne — qui est à la fois leur chef de la sécurité et dirigeante en temps normal, Laura et Siddiq) qui se réunit le lendemain. Refusé à cause de l'intervention décisive de Michonne, qui était dès le départ contre l'idée de les aider, le groupe de Magna est raccompagné par Aaron (avec ses excuses) et Judith alors qu'il est sur le départ. Cependant, Michonne se présente à eux à la dernière minute pour leur proposer une alternative : les accompagner à un lieu où ils pourraient apparemment rester à coup sûr et en sécurité, la Colline.
Plus tard, à l'extérieur d'Alexandria, Aaron tente de prendre par surprise Jesus (devenu dirigeant de la Colline depuis le départ de Maggie et Hershel, et sorti sans prévenir) avec qui il se bat, mais qu'il rejoignait en fait en secret : contre les règles de leurs communautés respectives et à l'insu des leurs, Aaron et Jesus ont pris l'habitude de se rencontrer hors de leurs murs afin de s'entraîner aux arts martiaux (Jesus ayant pris Aaron comme disciple) et discuter pour maintenir un contact (Alexandria s'étant apparemment repliée sur elle-même sous l'impulsion de Michonne). Durant cette sortie, ils aperçoivent une fusée de détresse au-dessus des bois et trouvent Rosita, à moitié consciente, qui leur apprend avant de s'évanouir qu'Eugene est seul et blessé dans une grange indéterminée tandis que des rôdeurs sont en approche : ils ramènent Rosita à Enid, puis Aaron qui fait ses retrouvailles avec Daryl (anciennement ermite et accompagnant la reine Carol et le prince Henry, venu se former à la Colline comme forgeron), demande à son ami (suivi de Clebs, son chien) de l'accompagner avec Jesus pour retrouver Eugene. Daryl accepte, et Clebs leur emboîte le pas.
Alors que le trio constate le comportement étrangement coordonné d'une horde qui les suit, Aaron assure Jesus, qui ne le connaît pas assez, de la supériorité de Daryl pour ce qui est de la survie et du pistage. Le soir, ils retrouvent Eugene dans sa cachette : il leur confirme l'aspect singulier de ces rôdeurs, qu'il affirme avoir entendu avec Rosita communiquer en « chuchotant ». Ladite horde les ayant débusqués, ils partent en trombe mais se font poursuivre. Ne pouvant les semer jusqu'à leurs chevaux à cause de la blessure d'Eugene (qui est soutenu par deux d'entre eux), Jesus lance l'idée de se séparer afin de les attirer sur lui pour leur faire gagner du temps, mais Daryl refuse et se substitue à lui avec Clebs : cependant, Aaron, Eugene et Jesus seront rattrapés et acculés dans un cimetière par la horde (qui aura, contre toute vraisemblance, purement snobé Daryl et Clebs). Rejoints par Michonne, Magna et Yumiko qui, de l'extérieur, aident Eugene à ouvrir la grille bloquée dans le sol, Aaron, grâce à ce qu'il a appris de Jesus, contient aux côtés de son maître l'avancée des morts-vivants sur eux en faisant une hécatombe. Cependant, alors qu'Aaron enjoint Jesus à les rejoindre et qu'un dernier rôdeur se tient entre eux, Jesus ne prend pas garde et, sous les cris de son disciple, se fait poignarder à mort après une esquive furtive et une attaque surprise du « rôdeur » (qui se révélera être en fait un Chuchoteur). Tandis que le reste du groupe arrive à l'assaut du meurtrier et de ses comparses venant en renfort et les encerclant, Aaron constate la mort de son maître et ami.
Aaron et Daryl transportent le corps de Jesus pendant que Michonne, Magna et Yumiko couvrent leurs arrières. Ils arrivent avec une prisonnière à la Colline. Aaron assiste à l'enterrement de Jesus et quitte la Colline avec Michonne, Rosita, Eugene, Siddiq et DJ.
Lors d'une réunion du conseil, il soutient Michonne sur les dangers en dehors des murs quand celle-ci a refusé d'envoyer une délégation à la foire organisée par le Royaume. Finalement, Michonne remercie Aaron pour son soutien et autorise une délégation si Alexandria vote pour. Il reste avec Michonne à Alexandria.